# 沙穗属
沙穗属（学名：Eremostachys）是唇形科下的一个属，为直立草本植物。该属共有约60种，分布于中亚和西亚。